# Van Avermaet
Van Avermaet is een Vlaamse achternaam. Het is een toponiem, afgeleid van de plaatsnaam Avermaat, een gehucht van Zele, wat "havermaailand" zou betekenen. De naam komt vooral in het Waasland voor.

## Bekende personen
- Greg Van Avermaet, Belgisch wielrenner.
- Silke Van Avermaet, Belgische volleybalster.
- Bart Van Avermaet, Vlaams acteur.
- Daniël Van Avermaet, Vlaams radio- en televisiepresentator,
- Aimé Van Avermaet, Belgisch wielrenner.
- Ronald Van Avermaet, Belgisch wielrenner,